# Sclerocactus whipplei
Sclerocactus whipplei es una especie de planta fanerógama perteneciente a la familia Cactaceae. 

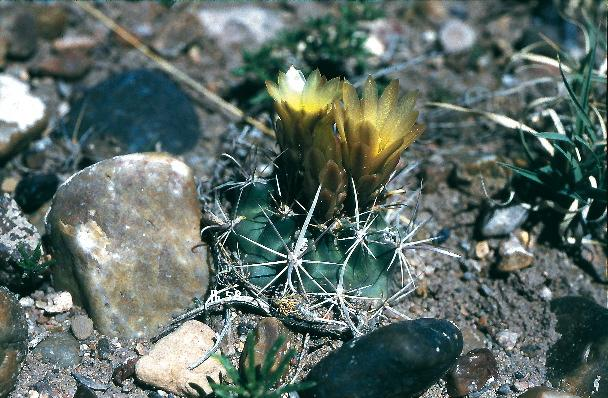
En su hábitat

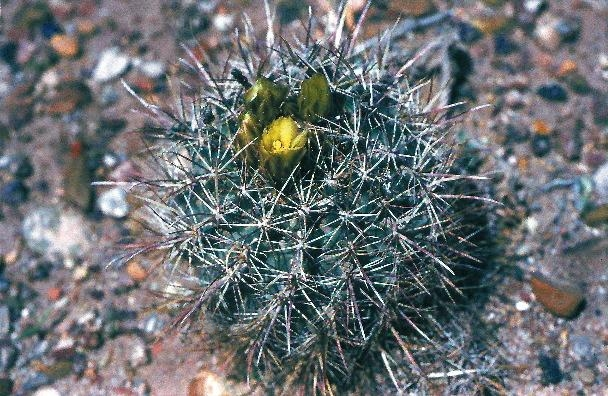
Vista de la planta

## Distribución y hábitat
Es endémica de Estados Unidos, con presencia en Arizona, Nuevo México y Utah. Su hábitat natural son los áridos desiertos.  Es una especie rara en la vida silvestre. Se encuentra en el desierto de la Gran Cuenca en Arizona y Utah en piedra arenisca roja y laderas pedregosas en los bosques de coníferas en altitudes 1500-1900 metros. Está asociada con Sclerocactus parviflorus, Navajoa peeblesiana, Toumeya papyracantha, Escobaria missouriensis subsp. navajoensis, Echinocereus fendleri, Yucca angustissima, Yucca baileyi y especies de Opuntia.

## Descripción
Es una planta perenne carnosa y globosa-cilíndrica que alcanza un tamaño de 5 a 14 cm de altura y un diámetro de 4 a 12 cm. Las flores son tubulares y tienen una longitud de 2 cm a 3 cm y un diámetro de 1,5 cm a 3 cm. La floración es generalmente de color amarillo, rara vez de color blanco o rosado. Las flores se abren al final del día. El período de floración se inicia a mediados de mayo. 

## Taxonomía
Sclerocactus whipplei fue descrita por (Engelm. & J.M.Bigelow) Britton & Rose y publicado en The Cactaceae; descriptions and illustrations of plants of the cactus family 3: 213. 1922.
Etimología
Sclerocactus: nombre genérico que deriva del griego y significa "cacto duro o cruel" y es una referencia a las espinas ganchudas que se adhieren firmemente a lo que tenga contacto con ellas.
whipplei: epíteto  otiorgado en honor del botánico Amiel Weeks Whipple.
Sinonimia
- Echinocactus whipplei
- Pediocactus whipplei
- Ferocactus whipplei[4]